# Hansi Müller
Hans-Peter „Hansi” Müller (ur. 27 lipca 1957 w Stuttgarcie) – niemiecki piłkarz, pomocnik. Srebrny medalista MŚ 1982.
W latach 1977–1982 był piłkarzem VfB z rodzinnego miasta. W 1982 wyjechał do Włoch i podpisał kontrakt z Interu Mediolan. W sezonie 1984/1985 był graczem Como Calcio. Później grał w austriackim FC Swarovskim Tirolu, karierę kończył w 1990.
W reprezentacji RFN debiutował 15 kwietnia 1978 w meczu z Brazylią. Do 1983 rozegrał w kadrze 42 spotkań i zdobył 5 bramek. Zagrał w dwóch turniejach finałowych mistrzostw świata (1978 i 1982) i w sześciu meczach raz trafił do bramki przeciwnika. W 1980 został mistrzem Europy.
W 2007 otrzymał Order Zasługi Badenii-Wirtembergii.